# Ꝏ
Ꝏ (o en minúsculas, ꝏ) es una ligadura que consta de 2 letras O que se usaba en nórdico antiguo para una vocal /oː/, y una letra que se usa en el idioma massachusetts para los fonemas /uː/, /wə/, /əw/ o /ə/, que también se puede representar con Ȣ.

## Códigos en computación
Esta ligadura se suele representar con los siguientes caracteres Unicode:
| Carácter      | Ꝏ                       | Ꝏ                       | ꝏ                     | ꝏ                     |
| ------------- | ----------------------- | ----------------------- | --------------------- | --------------------- |
| Unicode       | LATIN CAPITAL LETTER OO | LATIN CAPITAL LETTER OO | LATIN SMALL LETTER OO | LATIN SMALL LETTER OO |
| Codificación  | decimal                 | hex                     | decimal               | hex                   |
| Unicode       | 42830                   | U+A74E                  | 42831                 | U+A74F                |
| UTF-8         | 234 157 142             | EA 9D 8E                | 234 157 143           | EA 9D 8F              |
| Ref. numérica | &#42830;                | &#xA74E;                | &#42831;              | &#xA74F;              |